# 쿠마다 린카
쿠마다 린카(久間田 琳加, 2001년 2월 23일~)는 일본의 패션 모델, 여배우이다. 레프로 엔터테인먼트 소속. 〈non-no〉전속 모델. 〈Seventeen〉전 전속 모델, 〈nicola〉전 전속 모델. 신장은 164cm, 혈액혈은 AB형이.

## 약력
태어난 후 곧바로 아버지의 일으로 프랑스로 이주하여 1세부터 6세까지 리옹에서 살았다.
원래 사진을 찍을 것을 좋아했기 때문에 어렸을 때부터 모델이라는 직업을 동경하고 있었다. 그러나, 3세부터 배웠던 클래식 발레의 영향도 있어, 초등학교 5학년경까지는 발레리나를 꿈꾸고 있었다.
초등학교 6학년 때, 니콜라 전속 모델 오디션 「제16회 니콜라 모델 오디션」그랑프리에 선출되어, 동 잡지 전속 모델 데뷔를 완수한다. 활동 초기는 모델과 발레를 양립시키고 있었지만, 모델 활동에 주력하고 싶은 기분이 강해지면서, 발레리나로서의 꿈을 포기했다.
2014년 9월호부터 오타니 료카, 나가노 메이, 스즈키 미와 3명과의 유닛 〈RMRM (란란)〉을 결성. 2016년 5월호에서 이 잡지의 부(副) 부장으로 임명된다.
2017년 3월 29일, 「니콜라 도쿄 개방일 2017」에서 잡지 전속 모델을 졸업했다.
2017년 8월, 〈Seventeen〉 9월호부터 잡지의 전속 모델에 가입.
9월 2일, 「제25회 도쿄 걸즈 컬렉션 2017 AUTUMN / WINTER」에 첫 출연.
2018년 3월 31일, 「제26회 도쿄 걸즈 컬렉션 2018 SPRING / SUMMER」에 출연.
2022년 3월 1일 발매의 〈Seventeen〉 봄호에서 잡지 전속 모델을 졸업.
2022년 6월 20일 발매의 〈non-no〉 8월호(슈에이샤)에서 표지를 장식해, 잡지 전속 모델이 되었다.
2023년 3월 22일, 대학 졸업을 자신의 인스타그램으로 보고. 대학에 다니는 것은 입학 당초부터 공표하지 않았다..

## 여배우
2015년 5월 20일부터 GYAO! 전달 드라마 《여자의 사건은 보통 화장실에서 일어난다.》로 여배우 데뷔.
2017년 10월 21일에 공개된 영화 《믹스》에 출연.
2018년 11월 9일에 공개된 영화 《쌍둥이의 성★전 ~하라주쿠 이야기~》에서 요시다 료네와의 공동 주연을 맡아 영화 첫 주연.
2020년 10월기 드라마 《메리 미!》(ABC TV·TV 아사히)에서 지상파 연속 드라마 첫 출연으로 주연을 맡았다.
2022년 10월기 드라마 《청춘 신데렐라》(ABC TV)에서 2년 만에 연속 드라마로 주연을 맡았다.
2023년 1월기 드라마 《브라더 트랩》(TBS)에서도 주연을 맡아, 2분기 연속으로 TV 드라마에서 주연을 맡았다.
같은 해 7월기 수요 드라마 《이쪽을 봐줘 무카이 군》(NTV) 제1화·제2화에 출연해, 골든 프라임 타임의 TV 드라마 첫 출연.
같은 해 5월 12일 공개 영화 《어른 소꿉친구》(이노우에 미즈키와 공동 주연), 9월 1일 공개 영화 《날이 밝으면 제일 먼저 너를 만나러 갈게》(시라이와 루키와 공동 주연)의 두 편의 영화에서도 주연을 맡았다.
2024년 1월기 일요극장 《안녕 마에스트로 ~아빠와 나의 아파시오나토~》(TBS)에서 골든 프라임 타임의 연속 드라마에 처음으로 고정 출연.

## 인물
- 취미는 쇼핑, 소녀 만화를 읽는 것으로[23] 2020년 인터뷰에서 〈사랑해주지 않는 소녀 만화 3선〉이라는 테마에 대해 〈오전 0시, 키스하러 와줘〉나 〈급한 대로 동거하지 않을래요?〉, 〈커피&바닐라〉라고 말하고 있다.[24]

- 6세까지 프랑스에서 살고 있었기 때문에 원래 프랑스어를 말할 수 있었지만, 귀국 후에는 일본어에 익숙해져 프랑스어를 잊어버렸다.[1]

- 오빠가 한 명 있다.

- 중학생 시절의 3개월간 소프트볼부에 소속되어 있었다.[1]

- 노래와 춤은 약하다.[25]

- 연상의 스태프들과의 대화에는 편한 편이지만, 같은 세대에는 낯가림이 발동해 버린다고 말하고 있다.[26]

- 동경하는 여배우는 나가사와 마사미.[27][28]

## 출연 작품
역할의 굵은 글씨는 주연작품

### 영화
| 개봉일자         | 제목                                                                             | 역할               | 배급사                            | 비고          |
| ---------------- | -------------------------------------------------------------------------------- | ------------------ | --------------------------------- | ------------- |
| 2015년 8월 22일  | 여자의 사건은 보통 화장실에서 일어난다. 극장판 「전편 들어가?」 「후편 나온다!」 | 사사키             | 아스믹 에이스                     | [ 29 ]        |
| 2017년 10월 21일 | 믹스                                                                             | 사노 시오리        | 도호                              |               |
| 2018년 8월 1일   | 푸른 여름 너를 사랑한 30일                                                       | 사쿠라다 아야      | 쇼치쿠                            |               |
| 2018년 11월 11일 | 쌍둥이의 성★전 ~하라주쿠 이야기~                                                 | 미요리 리나        | 쇼게이트                          | [ 15 ] [ 30 ] |
| 2023년 5월 12일  | 어른 소꿉친구                                                                    | 카가야 카에데      | 도에이                            | [ 20 ]        |
| 2023년 9월 1일   | 날이 밝으면 제일 먼저 너를 만나러 갈게                                           | 단바 아카네        | 아스믹 에이스                     | [ 21 ]        |
| 2024년 8월 9일   | 내가 하지 않으면 누가 하겠는가?                                                  | 사이온지 마리      | 도에이 비디오/SPOTTED PRODUCTIONS |               |
| 2025년 3월 7일   | 얼굴만으론 좋아할 수 없어요                                                      | 치켄 사나 (히로인) | 아스믹 에이스                     |               |

### 텔레비전 드라마
| 방송일자                            | 제목                                                                    | 역할                     | 방송사                   | 비고      |
| ----------------------------------- | ----------------------------------------------------------------------- | ------------------------ | ------------------------ | --------- |
| 2020년 10월 4일 ~ 2020년 12월 6일   | 메리 미!                                                                | 사와모토 요모리          | ABC TV·TV 아사히         | [ 16 ]    |
| 2021년 5월 1일                      | 고향으로 돌아갈 수 없는 이유있는 남자의 14가지 사정 제4화 〈대역 그녀〉 | 사키 (히로인)            | ABC TV                   | 단편      |
| 2021년 6월 6일 ~ 2021년 7월 24일    | # 콜드 게임                                                             | 기무라 하루나            | 도카이 TV                |           |
| 2021년 10월 8일 ~ 2021년 12월 24일  | 차를 마시자                                                             | 나자키 나오미 (히로인)   | TV 도쿄                  |           |
| 2022년 10월 17일 ~ 2022년 12월 26일 | 청춘 신데렐라                                                           | 하기노 시온              | ABC TV                   | [ 17 ]    |
| 2023년 1월 15일 ~ 29일              | 막차에서 시작하는 사랑                                                  | 사쿠라이 마코 (히로인)   | 나고야 TV                |           |
| 2023년 1월 25일 ~ 2023년 3월 22일   | 브라더 트랩                                                             | 타치바나 아카리          | TBS                      | [ 18 ]    |
| 2023년 3월 24일 ~ 2023년 5월 26일   | 칼과 풋고추 -이치카의 요리첩-                                           | 야마구치 스즈네          | WOWOW                    |           |
| 2023년 4월 12일                     | 내가 정부를 키우다니 제3화                                              | 타치바나 아카리          | TBS                      | 특별 출연 |
| 2023년 4월 22일, 29일               | 이누가미가의 일족                                                       | 카요                     | NHK BS 프리미엄·NHK BS4K | 단편      |
| 2023년 7월 12일, 19일               | 이쪽을 봐줘 무카이 군 제1화・제2화                                      | 핫토리 안 (제2화 히로인) | NTV                      | 특별 출연 |
| 2023년 8월 21일 ~ 2023년 10월 12일  | 나의 가장 최악의 친구                                                   | 죠지마 와카나            | NHK 종합                 |           |
| 2024년 1월 14일 ~ 2024년 3월 17일   | 안녕 마에스트로 ~아빠와 나의 아파시오나토~                              | 우치무라 나나            | TBS                      | [ 22 ]    |
| 2024년 8월 17일                     | GO HOME ~경시청 신원불명인 상담실~ 제5화                                | 다카쿠라 노리코          | NTV                      | 특별 출연 |
| 2024년 10월 12일 ~                  | 우리가 사랑하는 이유                                                    | 모리타 아오이 (히로인)   | TV 아사히                |           |
| 2025년 1월 14일 ~ <방송 예정>       | 가정부 남자 미타조노 시즌7                                              | 다이몬 사쿠라 (히로인)   | TV 아사히                |           |

### WEB·전달 드라마
- 여자의 사건은 보통 화장실에서 일어난다. (2015년 5월 20일 ~ , 12화, GYAO!) - 사사키 역[14]
- 너에게 닿기를 (2023년 3월 30일, 넷플릭스) - 야노 아야네 역[31]

## 그 외 출연

### 버라이어티
- SUPER 린쿠마의 퐁TV (2014년 7월 ~ , 아이돌 전문 채널 Pigoo)
- 와이도나쇼 (2015년 ~ 2019년, 레귤러, 후지 TV) - 첫 출연 후 와이도나 현역 중학생, 현역 고등학생으로서의 와이도나
- 메자마시 TV 〈이마도키〉 (2016년 4월 ~ 2020년 3월 27일), 후지 TV) - 이마도키 소녀
- Girls Craft (2019년 4월 1일 ~ , NHK E-TV)
- Instinct Z (2019년 ~ 2020년, CBC TV) - 비정기 출연
- 히루난데스! (NTV)
  - (2020년 10월 7일 ~ 2020년 11월 25일) - 수요일 시즌 레귤러
  - (2021년 4월 9일 ~ 2022년 3월 25일) - 금요일 정기
- DO8 (2020년 12월 12일 ~ , 후지 TV) - 레귤러
- WBC2023 더 파이널 (2023년 12월 31일, TBS)

### 라디오
- 쿠마타 린카 린쿠마 *메가헤루츠 (2017년 ~ 2021년, 분카 방송 內)[32][33]

### 광고(CM)
- 에스에스제약 〈아레지온 10〉(2014년)
- 롯데 〈가나 밀크 초콜릿〉(2018년 4월 ~ 2019년 3월) - 하마베 미나미, 야마다 안나와 공동 출연
- 목장 이야기 시리즈 〈목장 이야기 재회의 미네랄 타운〉(2019년)
- 서일본 여객 철도 〈한사람 한사람의 생각을 전달하고 싶다.〉편 (2020년) - JR 서일본 관할 지역 한정
- 리크루트 〈핫 페퍼 뷰티 학생 할인〉(2020년)
- 레킷 벤키저 재팬 〈비트인〉(2020년)
- 노신퓨어 〈오늘은 무리하지 않는다〉편 (2021년 12월 ~)
- 뮤제 플래티넘 (2022년 ~ )
- 타운 하우징 (2023년 ~ )
- 일본생명보험 상호회사 〈평소와 다르다, 설레다.〉편 (2024년 5월 ~ )

### 기타 경력
- 분카 방송 수험생 응원 캠페인 캐릭터 (2017년 제4분기)
- 일본 방화·위기 관리 촉진 협회 「봄의 화재 예방 운동」 「가을의 화재 예방 운동」 계발 캐릭터 (2019년 ~ 2020년)

### MV
- 메렝게 〈신메트리아 (メレンゲ)〉 (2013년)
- 사요나라포니테일 〈신세계교향악 (新世界交響楽)〉 (2014년)
- 이키모노가카리 〈러브송은 멈추지 않아 (ラブソングはとまらないよ)〉 (2014년)
- MACO 〈꿈의 길 (恋の道)〉 (2017년)
- 요시다 린네 〈파티업 (パーティーアップ)〉 (2017년)
- CTS 〈Going〉 (2018년)
- 케츠메이시 〈사쿠라 (さくら)〉 (2021년 ver.)
- マルシィ 〈단지 그것뿐인데 말이야 (ただそれだけのことがさ)〉 (2023년)

### Wed
- 레프로 학원 청소년 모델 코스 (2013년 ~ )
- EMMARY 편집장 (2017년 4월 ~ )
- MelTV (2017년 12월 9일 ~ , YouTube) - 전 정회원
- 시험 로맨스 리얼리티 쇼 경쟁의 여름! ~선생님, 공부와 사랑에 대해 가르쳐주세요~ (2018년 7월 3일 ~ 2018년 10월 16일, AbemaTV) - 스튜디오 MC
- 시험 로맨스 리얼리티 쇼 경쟁의 겨울! ~공부와 마지막 스퍼트의 사랑~ (2018년 10월 28일 ~ 2019년 3월 10일, AbemaTV) - 스튜디오 MC
- 울지 않을 거야 (2019년 2월 18일, 〈소샤도라〉 공식 SNS 계정) - 마도카 역

## 서적

### 사진집
- 린쿠마치쿠 (2020년 6월 5일, 슈에이샤)[34][35][36] ISBN 978-4-08-790010-1

### 스타일북
- 내일, 더 아름다워질 린쿠 매거진 (2020년 6월 5일, 슈에이샤)[34][35] ISBN 978-4-08-790011-8

### 잡지 연재
- 니콜라 (2012년 10월호 ~ 2017년 5월호, 신초사) - 전속 모델[37]
- 세븐틴 (2017년 9월호 ~ 2022년 봄호, 슈에이샤) - 전속 모델
- non-no (2022년 8월호 ~ , 슈에이샤) - 전속 모델

### 내용주
1. ↑  개봉일 기준은 일본에서의 개봉일이다.
2. ↑  요시다 린네와 공동 주연
3. ↑  이노우에 미즈키와 공동 주연
4. ↑  시로이와 루키와 공동 주연
5. ↑  하기와라 미노리와 공동 히로인

### 참조주
1. 1 2 3  “ModelTalks「쿠마다 린카」vol.1-”. zoomic.jp 우오즈미 세이이치 공식 WEB사이트. 2014년 9월 3일에 확인함.
2. ↑  “모델 미녀 3명이 땀을 흘리면서 6번 승부”. 워커플러스. 2014년 8월 21일. 2014년 9월 3일에 확인함.
3. 1 2 3  쿠마다 린카 (2015년 6월 1일). 《“여자 초중학생의 동경”쿠마타 린카, “nicola” 표지를 장식하는 미소녀의 본모습과는 모델 프레스 인터뷰》. 《모델 프레스》.  인터뷰어: 모델 프레스 편집부. 2015년 6월 1일에 확인함.
4. ↑  《발표! 제16회 니콜라 모델 오디션 신 니코모가 5명 결정!》. 신초사. 2012년 9월 1일. 2014년 7월 20일에 확인함.
5. ↑  “「nicola」모델 6명이 졸업 스즈키 미와 & 쿠마타 린카가 눈물의 연설”. 모델 프레스. 2017년 3월 29일.
6. ↑  쿠마다 린카. 《쿠마다 린카가 Seventeen 전속 모델에! 「전혀 나올 수 없었다」「실어도 흑백」 고뇌를 거쳐 <모델 프레스 인터뷰>》. 《모델 프레스》.  인터뷰어: 모델 프레스. 2017년 8월 2일에 확인함.
7. ↑  《쿠마다 코토카가 첫 TGC의 스테이지에!도쿄 걸즈 컬렉션 2017 A/W에 출연!》. WWS 채널. 2017년 9월 3일. 2018년 4월 15일에 확인함.
8. ↑  “＜“여자 중고생의 카리스마” 쿠마타 린카 인터뷰＞봄의 「린쿠마 뉴스」3개, 지금의 고민, 패션＆메이크”. 《모델 프레스》 (인터넷 네이티브). 2018년 4월 14일. 2018년 4월 15일에 확인함.
9. ↑  “쿠마다 코토카 : Seventeen 졸업 발표 「봄호」로 마지막 표지 「무대 Bling Bling by Seventeen」에서 졸업식도”. 《만탄웹웹》. 2022년 1월 20일. 2022년 1월 23일에 확인함.
10. ↑  “쿠마다 코토카 「non―no」 전속 모델에 8월호로 첫 표지에”. 《스포츠닛폰》. 2022년 6월 10일. 2022년 6월 10일에 확인함.
11. ↑  《쿠마다 코토카, 갑자기 표지로 “논노모델” 데뷔 긴장&즐거움으로 「꿈 같은 첫 촬영이었습니다!」》. ORICON. 2022년 6월 10일. 2022년 6월 10일에 확인함.
12. 1 2  “쿠마다 린카가 인스타에서 대학 졸업을 보고 「다니고 있는 것을 전하지 않고, 미안해」”. 《산스포》 (산케이 디지털). 2023년 3월 23일. 2023년 3월 23일에 확인함.
13. ↑  쿠마다 린카 (2023년 3월 22일). 《私ごとはありますが、 先日、大学を卒業しました！！ これまでお世話になった先生方、 事務所のスタッフのみなさま、 友人、 家族、 本当にありがとうございました😊 入学当初から、卒業が決まったタイミングで皆さまにお知らせしたいと決めていたので、 大学に通っていることをお伝え…》.
14. 1 2  쿠마다 린카 (2015년 8월 28일). 《「JC의 카리스마」쿠마다 린카가 밝히는 여자 화장실의 리얼》. 《도쿄 스포츠》. (인터뷰). 2021년 6월 1일에 확인함.
15. 1 2  “미소녀 모델의 구마다 린카, 영화 첫 주연이 결정!”. 《더 텔레비전》 (KADOKAWA). 2018년 2월 24일. 2018년 2월 24일에 확인함.
16. 1 2  “19세 쿠마타 코카가 연도라 첫 주연 「청춘 맛보고 싶다」”. 《닛칸스포츠》 (닛칸스포츠 신문사). 2020년 8월 31일. 2020년 8월 31일에 확인함.
17. 1 2  “쿠마다 린카, 주연 드라마 「청춘 신데렐라」로 17세와 29세를 연기 나누기”. 《영화 나탈리》 (나타샤). 2022년 9월 22일. 2022년 9월 22일에 확인함.
18. 1 2  “쿠마타 코토카 주연 드라마 「브라더·트랩」1월부터 방송, 공연에 M!LK야마나카 유타로”. 《영화 나탈리》 (나타샤). 2022년 12월 7일. 2022년 12월 7일에 확인함.
19. 1 2  “아카소 에이지가 농락당해…〈이쪽을 봐줘 무카이 군〉각 이야기 히로인에 타나베 모모코, 쿠마타 린카”. 《영화 나탈리》 (나타샤). 2023년 6월 9일. 2023년 6월 9일에 확인함.
20. 1 2  “HiHi Jets이노우에 미즈키가 영화 첫 주연, 쿠마타 린카와 러브 코미디 〈어른 소꿉친구〉로 공동 출연”. 《영화 나탈리》 (나타샤). 2022년 10월 24일. 2022년 10월 24일에 확인함.
21. 1 2  “JO1 시라이와 루키 × 히사마타 코카 W 주연 『날이 밝으면 제일 먼저 너를 만나러 갈게』9월 공개에”. 《리얼 사운드 영화부》 (blueprint). 2023년 3월 13일. 2023년 3월 13일에 확인함.
22. 1 2  《일요극장 「안녕 마에스트로 ~아빠와 나의 아파시오나토~」에 사토 히미, 쿠마타 린카, 오니시 리조, 후치카미 야스시가 출연》. 《영화 나탈리》 (나타샤). 2023년 12월 24일. 2023년 12월 24일에 확인함.
23. ↑  쿠마타 린카 | LesPros Entertainment、2021년 7월 19일 열람.
24. ↑  《소녀 만화가 있기 때문에 「힘내라!」 쿠마다 린카가 설레는 "추천" 3선》. 《Fanthology!》. 2020년 5월 22일. 2020년 6월 2일에 확인함.
25. ↑  “쿠마다 린카의 소문을 검증!…”. nonno web. 2024년 5월 11일. 2024년 5월 13일에 확인함.
26. ↑  “쿠마다 히토카의 소문을 검증!…”. nonno web. 2024년 5월 12일. 2024년 5월 13일에 확인함.
27. ↑  “쿠마다 린카가 팬의 질문에 회답 「동경하는 사람은?」 「린카처럼 귀여워지려면?」”. 인터넷 네이티브. 2020년 5월 31일. 2024년 12월 5일에 확인함.
28. ↑  “쿠마타 린카가 말하는, 연기에의 의욕이 태어난 주연 영화에서의 경험 「새로운 한 걸음을 내디뎠다」”. 리얼 사운드. 2023년 5월 16일. 2024년 12월 5일에 확인함.
29. ↑  “극장판 「여자의 사건은 보통 화장실에서 일어난다.」 공개일 결정, 연일 이벤트 개최”. 《영화 나탈리》 (주식회사 나타샤). 2015년 8월 8일. 2021년 6월 1일에 확인함.
30. ↑  “10대 미소녀가 집결! 화제의 영화 『푸른 여름 너를 사랑한 30일』에서 요시다 료네가 영화 첫 주연”. 《M-ON! MUSIC》 (엠온 엔터테인먼트). 2018년 4월 18일. 2018년 4월 18일에 원본 문서에서 보존된 문서. 2018년 4월 18일에 확인함.
31. ↑  《미나미 사라 & 스즈카 오지 「너에게 닿기를」추가 캐스트 결정 미우라 쇼헤이 선생님 역 「젊은이들의 연애 모양이야 『너에게 닿기를!』」》. 《ORICON NEWS》 (oricon ME). 2023년 2월 7일. 2023년 2월 7일에 확인함.
32. ↑  “고등학교 2학년 미소녀 모델·쿠마다 린카, “레코멘!” 최연소 퍼스널리티에”. 《Deview-デビュー》 (oricon ME). 2017년 9월 26일. 2021년 9월 7일에 확인함.
33. ↑  “쿠마다 린카의 분카 방송 「쿠마타 린카 린쿠마 *메가헤루츠」9월 종료 「메가에코무」노리”. 《닛칸스포츠》 (닛칸스포츠 신문사). 2021년 9월 7일. 2021년 9월 7일에 확인함.
34. 1 2  “미용 번장·쿠마다 린카, 좋은 바탕 첫 스타일북 & 첫 사진집 동시 발매”. 《SANSPO.COM》 (산케이 디지털). 2020년 4월 22일. 2020년 4월 22일에 확인함.
35. 1 2  슈에이샤 「주간 플레이보이」 2020년 6월 15일호 No.24 112 페이지
36. ↑  《쿠마다 린카『ｒｉｎｋｕｍａｔｉｃ』》. 週プレNEWS. 2020년 5월 31일. 2021년 1월 5일에 확인함.
37. ↑  《니코모's FILE 쿠마다 린카》. 신초사. 2014년 7월 20일에 확인함.